# James (Corazza)
James (rodným jménem: James Neil Corazza; * 13. prosince 1958, Berkeley) je kněz Ruské pravoslavné církve v zahraničí a biskup sonorský a vikář sanfranciské a západoamerické eparchie.

## Život
Narodil se 13. prosince 1958 v Berkeley.
Byl vychovávaný v luteránské víře.Roku 1970 se jeho rodina přestěhovala do státu Oregon. Studoval na Kalifornské univerzitě v Santa Cruz a v lednu roku 1980 přijal pravoslaví.
Po absolvování univerzity roku 1982 získal požehnání od biskupa Vasilije (Rodzjanka) aby vstoupil do monastýru eparchie Západní Ameriky pravoslavné církve v Americe. Roku 1983 byl arcibiskupem sanfranciským a západoamerickým Anthonym (Medveděvem) přijat do Ruské pravoslavné církve v zahraničí. Krátce nato byl James a jiní bratři z monastýru posláni do monastýru Svaté Trojice v Jordanville.
V září roku 1986 byl postřižen na inoka a roku 1994 byl metropolitou Vitalijem (Ustinovem) vysvěcen na hierodiakona.
Roku 2004 byl arcibiskupem sanfranciským a západoamericým Kirillem (Dmitrijevem) vysvěcen na hieromonacha. O dva roky později byl postřižen na monacha.
V únoru roku 2013 se stal členem redakce eparchiálního časopisu "Spiritual Spring".
Dne 5. srpna 2015 ve staré katedrále na počest Ikony Matky Boží „Radosti všech zarmoucených“ byl arcibiskupem Kirillem povýšen na igumena.
Dne 28. června 2019 byl Archijerejským synodem Ruské pravoslavné církve v zahraničí jmenován představeným monastýru přepodobného Siluana z Athosu v Sonoře a o den později byl povýšen na archimandritu.
Dne 30. srpna 2019 byl Svatým synodem Ruské pravoslavné církve ustanoven po řešením Archijerejským synodem biskupem sonorským a vikářem eparchie San Francisco a Západní Amerika. Oficiální jmenování proběhlo 5. listopadu 2019. Biskupská chirotonie proběhla o den později v chrámu Ikony Matky Boží „Radosti všech zarmoucených“ v San Franciscu. Hirotonii spáchali: arcibiskup sanfranciský a západoamerický Kirill (Dmitrijev), arcibiskup sanfranciský a celého Západu Benjamin (Peterson) (Pravoslavná církev v Americe), biskup seattlejský Feodosij (Ivaščenko), biskup manhattanský Nicholas (Olchovskij).